# 三上文三
三上 文三（みかみ ぶんぞう） は、日本の農学者。京都大学名誉教授。農芸化学奨励賞受賞。

## 人物・経歴
1976年神戸大学農学部農芸化学科卒業。1978年京都大学大学院農学研究科修士課程食品工学専攻修了、農学修士。1984年農学博士の学位を取得。1994年農芸化学奨励賞受賞。京都大学食糧科学研究所助手、京都大学食糧科学研究所助教授、京都大学大学院農学研究科助教授、京都大学大学院農学研究科教授を経て、2015年京都大学農学部応用生命科学科長。2019年定年退職、京都大学名誉教授、京都大学生存圏研究所研究員。